# Bijoya Ray
Bijoya Ray (bengali: বিজয়া রায় Bijôea Rae), född Bijoya Das 25 oktober 1918, död 2 juni 2015 i Calcutta, var en indisk skådespelare , gift med regissören Satyajit Ray. Deras son Sandip Ray är också filmregissör. Hon var kusin med sin make.
Hon medverkade och sjöng playback i den bengaliska filmen Sesh Raksha (1944) och medverkade även i dokumentären Gaach (Trädet) av Catherine Berge (1998).
Bijoya Rays systerdotter, Ruma Guha Thakurta är också skådespelare och sångerska. När fadern dog flyttade familjen in hos farbror, där hon lärde känna sin kusin Satyajit. 
Hon tog examen från Bethune College i Kolkata, arbetade på en myndighet och flyttade sedan till Bombay för att starta en filmkarriär. Hon medverkade i några filmer utan större framgång. År 1948 gifte hon sig med Satyajit Ray, sonen Sandip föddes 1954. Sina sista år bodde hon med sonen, svärdottern och sonsonen i Calcutta.